# Anthropornis
Az Anthropornis a madarak (Aves) osztályának pingvinalakúak (Sphenisciformes) rendjébe, ezen belül a pingvinfélék (Spheniscidae) családjába és a Palaeeudyptinae alcsaládjába tartozó fosszilis nem.

## Tudnivalók
Az Anthropornis ezelőtt 45–33 millió éve élt, a késő eocén korszaktól egészen az oligocén kor legelejéig. Az e nembéli madarak maradványait az Antarktiszhoz tartozó Seymour-szigeten és Új-Zélandon találták meg. A pingvinek egyik ősi ágát képviselik, mivel az Anthropornis nordenskjoldi típusfajnál a szárnyban az egyik csontízület még hajlítható, nem merev, mint a modern pingvinek esetében; valószínűleg a röpképes őseinek egyik „hagyatéka”.
Ennek a pingvinnemnek a képviselői, főleg az Anthropornis nordenskjoldi az eddigi felfedezések szerint a valaha létezett legnagyobb pingvinfaj volt; magassága 170 centiméter, testtömege pedig körülbelül 90 kilogramm lehetett. Összehasonlításképpen a mai legnagyobb pingvin, azaz a császárpingvin (Aptenodytes forsteri), átlagosan csak 120 centiméter magas és 30 kilogramm testtömegű.

## Rendszerezés
A nembe az alábbi két faj tartozik:
- Anthropornis nordenskjoeldi Wiman, 1905 - típusfaj
- Anthropornis grandis (Wiman, 1905)

## Fordítás
- Ez a szócikk részben vagy egészben  az   Anthropornis című angol Wikipédia-szócikk ezen változatának fordításán alapul.  Az eredeti cikk szerkesztőit annak laptörténete sorolja fel. Ez a jelzés csupán a megfogalmazás eredetét és a szerzői jogokat jelzi, nem szolgál a cikkben szereplő információk forrásmegjelöléseként.